# Porta al Prato
 (janvier 2020).
Si vous disposez d'ouvrages ou d'articles de référence ou si vous connaissez des sites web de qualité traitant du thème abordé ici, merci de compléter l'article en donnant les références utiles à sa vérifiabilité et en les liant à la section « Notes et références ».
La Porta al Prato est une ancienne porte de ville faisant partie des murs de Florence et est située au centre d'une place très fréquentée sur les rocades de la ville, où convergent les Viale Fratelli Rosselli, Via Ponte alle Mosse, Viale Belfiore et Il Prato. 

## Histoire
C'est l'une des portes les plus anciennes de la ville et remonte à 1285, l'année du début du sixième cercle de murs. Comme les autres portes de la ville, elle a été abaissée en 1526, pour être moins vulnérable aux attaques de la nouvelle artillerie, et a été à l'occasion recouverte par la loggia au toit en pente, au sommet de laquelle se trouve une girouette métallique. 
La porte tire son nom de la place devant elle appelée Il Prato, ou Piazzale della Porta al Prato, non pas du fait qu'une route part de celle-ci qui mène également à Prato. Dans les temps anciens, en effet, cette zone n'était pas pavée et était donc réservée au marché hebdomadaire du bétail. 
Jusqu'à il y a quelques années, sur la lunette interne, il y avait une fresque d'une Vierge à l'enfant avec des saints, attribuée à Michele di Ridolfo. Déplacée dans des entrepôts après l'achèvement de la restauration en 2013, elle est maintenant conservée dans la salle de conférence de la Biblioteca delle Oblate. 
Depuis trois siècles, la Piazza del Prato abrite le Calcio florentin costumé et le marché aux bestiaux. 

## Environs
La zone de Porta al Prato est desservie par le passage de la ligne T1 du réseau de tramway de Florence, entrée en service le 14 février 2010, qui relie la gare de Firenze Porta al Prato à la gare Santa Maria Novella de Florence et Scandicci. Le tramway passe au pied de la porte.

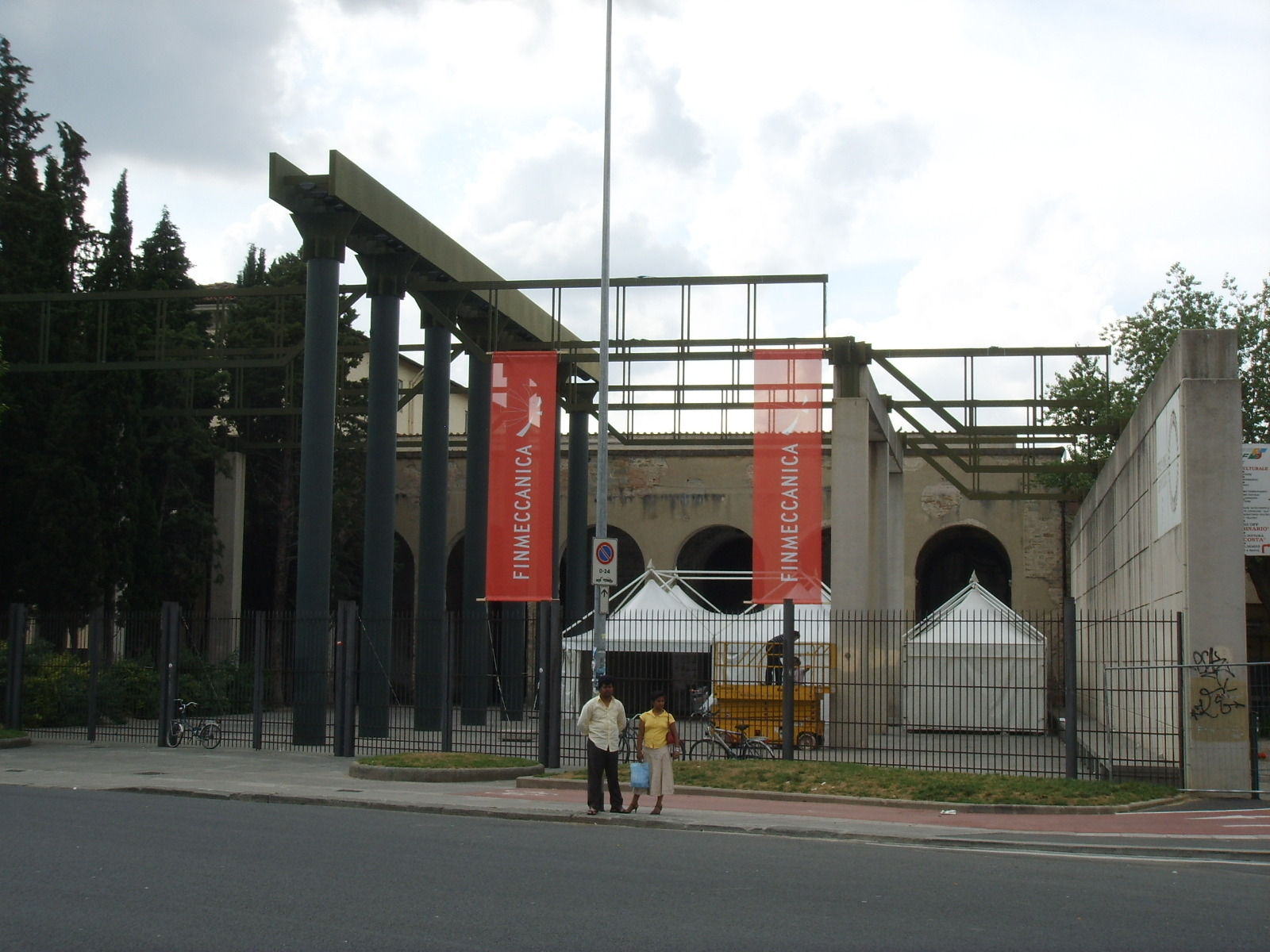
Station Leopolda
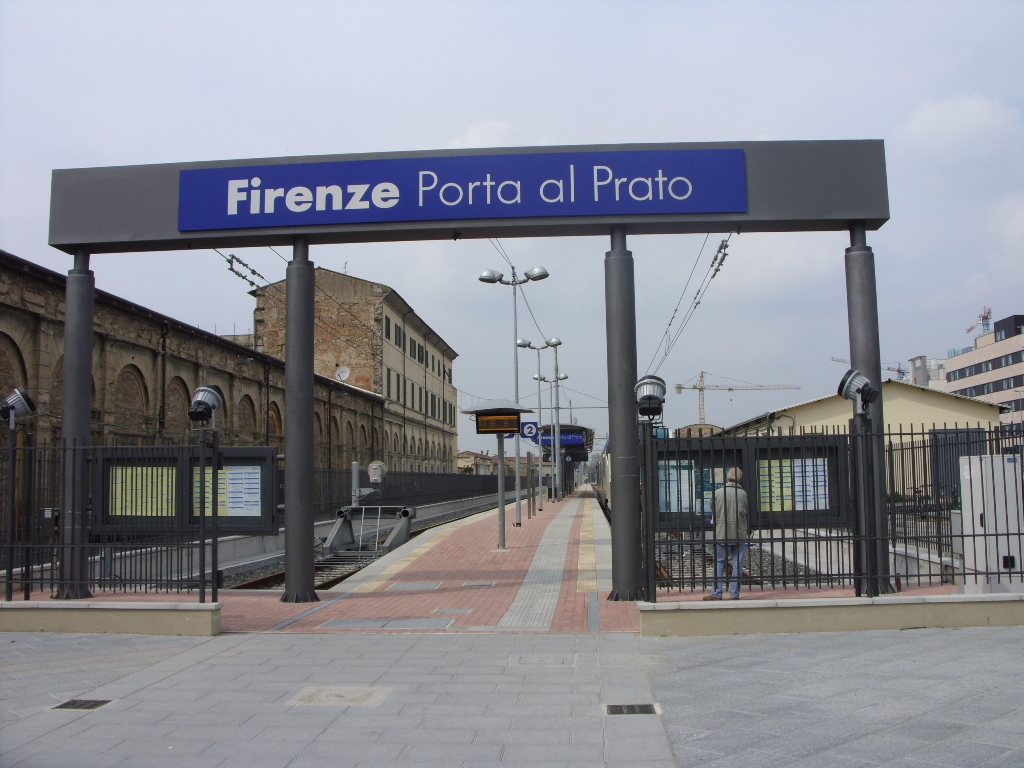
Gare de Florence Porta al Prato

## Articles associés
- Murailles de Florence
- Viali di Circonvallazione (Florence)
- Gare Leopolda (Florence)
- Florence